# Équipe d'Australie de hockey sur glace
Cet article traite de l'équipe masculine. Pour l'équipe féminine, voir Équipe d'Australie féminine de hockey sur glace.
L'équipe de l'Australie de hockey sur glace est la sélection nationale de l'Australie regroupant les meilleurs joueurs australiens de hockey sur glace lors des compétitions internationales. L'équipe est sous la tutelle de la Fédération d'Australie de hockey sur glace. L'équipe est classée 35e au classement IIHF 2019. 
L'Australie possède le record de la plus large victoire lors d'un match de Championnat du monde senior. En effet, le 14 mars 1987, l'Australie écrase la Nouvelle-Zélande 58 buts à 0.

## Résultats

### Jeux olympiques
L'équipe d'Australie n'a participé qu'à une seule édition des Jeux olympiques d'hiver et cela remonte à 1960 à Squaw Valley aux États-Unis. L'Australie joue alors son premier match officiel (défaite 18-1 contre la Tchécoslovaquie) le 20 février. Le lendemain, elle joue son second match des jeux contre les États-Unis (défaite 12 à 1). Lors des matchs de classement, elle s'incline à quatre reprises face à la Finlande et au Japon.
- 1920-1956 - Ne participe pas
- 1960 - 9e place
- 1964 - Non qualifié
- 1968-2022 - Ne participe pas

### Championnats du monde
Les Jeux olympiques d'hiver tenus entre 1920 et 1968 comptent également comme les championnats du monde . Durant les Jeux Olympiques de 1980, 1984 et 1988 il n'y a pas eu de compétition du tout.
- 1920-1959 -  Ne participe pas
- 1960 - 9e place
- 1961 -  Ne participe pas
- 1962 - 13e place (5e du Groupe B)
- 1963-1973 -  Ne participe pas
- 1974 - 21e place (7e du Groupe C)
- 1975-1978 -  Ne participe pas
- 1979 - 26e place (8e du Groupe C)
- 1981-1985 -  Ne participe pas
- 1986 - 26e place (10e du Groupe C2)
- 1987 - 25e place (1er du Groupe D)
- 1989 - 24e place (8e du Groupe C)
- 1990 - 27e place (2e du Groupe D)
- 1991 - Ne participe pas
- 1992 - 23e place (3e du Groupe C1)
- 1993 - 27e place (7e du Groupe C)
- 1994 - 33e place (6e du Groupe C2)
- 1995 - 36e place (7e du Groupe C2)
- 1996 - 36e place (8e du Groupe D)
- 1997 - 34e place (6e du Groupe D)
- 1998 - 34e place (2e du Groupe D)
- 1999 - 34e place (3e du Groupe D)
- 2000 - 36e place (3e du Groupe D)
- 2001 - 3e de Division II, Groupe A
- 2002 - 4e de Division II, Groupe A
- 2003 - 4e de Division II, Groupe A
- 2004 - 3e de Division II, Groupe A
- 2005 - 2e de Division II, Groupe A
- 2006 - 3e de Division II, Groupe B
- 2007 - 2e de Division II, Groupe B
- 2008 - 1er de Division II, Groupe B
- 2009 - 6e de Division I, Groupe A
- 2010 - 2e de Division II, Groupe A
- 2011 - 1re de Division II, Groupe A
- 2012 - 6e de Division I, Groupe B
- 2013 - 4e de Division IIA
- 2014 - 4e de Division IIA
- 2015 - 6e de Division IIA
- 2016 - 1re de Division IIB
- 2017 - 2e de Division IIA
- 2018 - 2e de Division IIA
- 2019 - 3e de Division IIA
- 2020 - Annulé en raison du coronavirus
- 2021 - Annulé en raison du coronavirus
- 2022 - Forfait

Note :  Promue ;  Reléguée

### Classement mondial
| Année     | Rang | Points | Progression |
| --------- | ---- | ------ | ----------- |
| 2003      | 36   | 1 080  | -           |
| 2004      | 35   | 1 125  | +1          |
| 2005      | 34   | 1 195  | +1          |
| Fév. 2006 | 34   | 1 195  | ±0          |
| Mai 2006  | 34   | 1 215  | ±0          |
| 2007      | 33   | 1 260  | +1          |
| 2008      | 33   | 1 300  | ±0          |
| 2009      | 31   | 1 385  | +2          |
| Fév. 2010 | 34   | 1 285  | -3          |
| Mai 2010  | 34   | 1 350  | ±0          |

| Année     | Rang | Points | Progression |
| --------- | ---- | ------ | ----------- |
| 2011      | 34   | 1 350  | ±0          |
| 2012      | 32   | 1 385  | +2          |
| 2013      | 32   | 1 330  | ±0          |
| Fév. 2014 | 34   | 1 330  | -2          |
| Mai 2014  | 34   | 1 300  | ±0          |
| 2015      | 36   | 1 230  | -2          |
| 2016      | 36   | 1 160  | ±0          |
| 2017      | 33   | 1 225  | +3          |
| Fev. 2018 | 38   | 1 225  | -5          |
| Mai 2018  | 36   | 1 280  | +2          |
| 2019      | 35   | 1 305  | +1          |

## Entraîneurs
| Période     | Nom des entraîneurs | Nationalité                  |
| ----------- | ------------------- | ---------------------------- |
| 1960-1962   | Bud McEarchern      | Canada                       |
| 1987-1989   | Dan Reynolds        | Australie                    |
| 2000-2001   | Kelly Lovering,     | -                            |
| 2002        | John Botterill      | -                            |
| 2003        | Jari Grönstrand     | Finlande                     |
| 2004-2006   | Robert Champagne,   | Australie                    |
| 2007-2009   | Steve McKenna       | Canada                       |
| 2010        | Alain Shank         | Canada                       |
| 2011-2013   | Vladimir Rubes      | Australie République tchèque |
| 2014-2016   | Ryan O'Handley      | Australie                    |
| Depuis 2016 | Brad Vigon          | Australie / États-Unis       |

## Équipe junior moins de 20 ans

### Championnats du monde junior
- 1977-1982 - Ne participe pas
- 1983 - 4e du Groupe C
- 1984 - 7e du Groupe C
- 1985-1986 - Ne participe pas
- 1987 - 6e du Groupe C
- 1988-1999 - Ne participe pas
- 2000 - 7e du Groupe D
- 2001 - 8e de Division III
- 2002 - Ne participe pas
- 2003 - 4e de Division III
- 2004 - 1er de Division III
- 2005 - 5e de Division II, Groupe B
- 2006 - 5e de Division II, Groupe A
- 2007 - 6e de Division II, Groupe A
- 2008 - 4e de Division III
- 2009 - Division III annulée
- 2010 - 1er de Division III
- 2011 - 5e de Division II, Groupe B
- 2012 - 5e de Division IIB
- 2013 - 4e de Division IIB
- 2014 - 4e de Division IIB
- 2015 - 3e de Division IIB
- 2016 - 5e de Division IIB
- 2017 - 5e de Division IIB
- 2018 - 5e de Division III
- 2019 - 2e de Division III
- 2020 - 2e de Division III
- 2021 - Ne participe pas
- 2022 - 3e de Division III
- 2023 - 1er de Division III

## Équipe des moins de 18 ans

### Championnats du monde moins de 18 ans
- 1999-2002 - Ne participe pas
- 2003 - 1er de Division III, Groupe A
- 2004 - 6e de Division II, Groupe B
- 2005 - 1er de Division III
- 2006 - 3e de Division II, Groupe B
- 2007 - 5e de Division II, Groupe B
- 2008 - 6e de Division II, Groupe A
- 2009 - 1er de Division III, Groupe A
- 2010 - 6e de Division II, Groupe B
- 2011 - 1er de Division III, Groupe A
- 2012 - 5e de Division IIB
- 2013 - 6e de Division IIB
- 2014 - 1er de Division IIIA
- 2015 - 6e de Division IIB
- 2016 - 1er de Division IIIA
- 2017 - 1er de Division IIB
- 2018 - 6e de Division IIA
- 2019 - 5e de Division IIB
- 2020 - Annulé en raison du coronavirus
- 2021 - Annulé en raison du coronavirus
- 2022 - Forfait
- 2023 -

### Championnats d'Asie-Océanie des moins de 18 ans
Cette compétition n'est plus tenue depuis 2002.
- 1984 - 4e place
- 1985 -
- 1986 - 4e place
- 1987 -
- 1988 - 4e place
- 1989 - Ne participe pas
- 1990 - 4e place
- 1991 - Ne participe pas
- 1992 - 5e place
- 1993 - 5e place
- 1994 - 5e place
- 1995 - Ne participe pas
- 1996 - Ne participe pas
- 1997 - Ne participe pas
- 1998 - 4e place
- 1999 - 4e place
- 2000 - 4e place
- 2001 -
- 2002 -